# Prociphilus cheni
Prociphilus cheni är en insektsart. Prociphilus cheni ingår i släktet Prociphilus och familjen långrörsbladlöss. Inga underarter finns listade i Catalogue of Life.